# 수락산역
수락산역(水落山驛, Suraksan station)은 서울특별시 노원구 상계1동에 있는 서울 지하철 7호선의 철도역이다. 인근에 수락산이 있다. 이 역부터 건대입구역까지 지하 구간이다. 심야에 1편성이 주박한다. 매주 평일 아침부터 1편성이 수락산행 열차가 종착역 1회 운행과 동시에 도봉차량사업소로 회송 운행한다. 중랑천 하저터널로 도봉산역과 연결된다. 금요일의 경우 1편성이 수락산행 열차가 종착후 계속 여기에 주박되었다가 월요일날 도봉산역으로 공차회송 운행한다.

## 역사
- 1996년 10월 11일: 서울 지하철 7호선 장암역~건대입구역 개통과 함께 영업 개시
- 2009년: 수락산행 폐지와 함께 중간역으로 전환
- 2018년: 출근시간대 종착 열차 1회 신설과 함께 도봉차량사업소 입고

## 역 구조
승강장은 2면 3선의 쌍섬식으로, 스크린도어가 설치돼 있다. 출구는 6개이다.

### 승강장
- 내리는 문의 위치
  - 상행선(장암·도봉산 방면) : 오른쪽
  - 동쪽(당역 종착 전용) : 왼쪽
  - 하행선(온수·석남 방면) : 왼쪽

| 도봉산 ↑             |
| 서 \| 하 \| 상 \| 동 |
| ↓ 마들               |

| 서쪽 (하행) | ● 서울 지하철 7호선 | 노원 · 상봉(한국열린사이버대학교)·고속터미널 · 온수(성공회대입구)·석남(거북시장) 방면 |
| 중선 (상행) | ● 서울 지하철 7호선 | 도봉산 · 장암 방면                                                                    |

## 역 주변
- 수락산
- 수락119안전센터
- 홍파복지원
- 서울노원초등학교
- 수락현대아파트
- 서울노일초등학교
- 노일중학교
- 두산아파트
- 서울북부지방법원
- 서울수락초등학교
- 북부종합사회복지관
- 상계1동 행정복지센터
- 상계1동 우체국
- 신한은행 수락산지점
- 수락소방파출소

## 이용객 변동
| 노선  | 노선   | 일평균 인원수 (명/일) | 일평균 인원수 (명/일) | 일평균 인원수 (명/일) | 일평균 인원수 (명/일) | 일평균 인원수 (명/일) | 일평균 인원수 (명/일) | 일평균 인원수 (명/일) | 일평균 인원수 (명/일) | 일평균 인원수 (명/일) | 일평균 인원수 (명/일) | 각주  |
| 노선  | 노선   | 2000년                | 2001년                | 2002년                | 2003년                | 2004년                | 2005년                | 2006년                | 2007년                | 2008년                | 2009년                | 각주  |
| ----- | ------ | --------------------- | --------------------- | --------------------- | --------------------- | --------------------- | --------------------- | --------------------- | --------------------- | --------------------- | --------------------- | ----- |
| 7호선 | 승차   | 9,631                 | 11,801                | 12,957                | 14,459                | 16,354                | 17,204                | 17,165                | 16,290                | 15,754                | 15,465                | [ 1 ] |
| 7호선 | 하차   | 8,524                 | 10,544                | 11,330                | 12,734                | 14,565                | 15,719                | 15,630                | 14,811                | 14,600                | 14,381                | [ 1 ] |
| 7호선 | 승하차 | 18,155                | 22,345                | 24,286                | 27,193                | 30,919                | 32,924                | 32,795                | 31,101                | 30,354                | 29,846                | [ 1 ] |
| 노선  | 노선   | 2010년                | 2011년                | 2012년                | 2013년                | 2014년                | 2015년                | 2016년                | 2017년                |                       |                       | [ 1 ] |
| 7호선 | 승차   | 15,643                | 15,727                | 15,585                | 15,696                | 15,612                | 15,155                | 14,639                | 14,312                |                       |                       | [ 1 ] |
| 7호선 | 하차   | 14,956                | 15,078                | 15,007                | 15,098                | 15,050                | 14,589                | 14,088                | 13,757                |                       |                       | [ 1 ] |
| 7호선 | 승하차 | 30,599                | 30,806                | 30,593                | 30,795                | 30,664                | 29,744                | 28,727                | 28,069                |                       |                       | [ 1 ] |

## 사진

6번 출입구
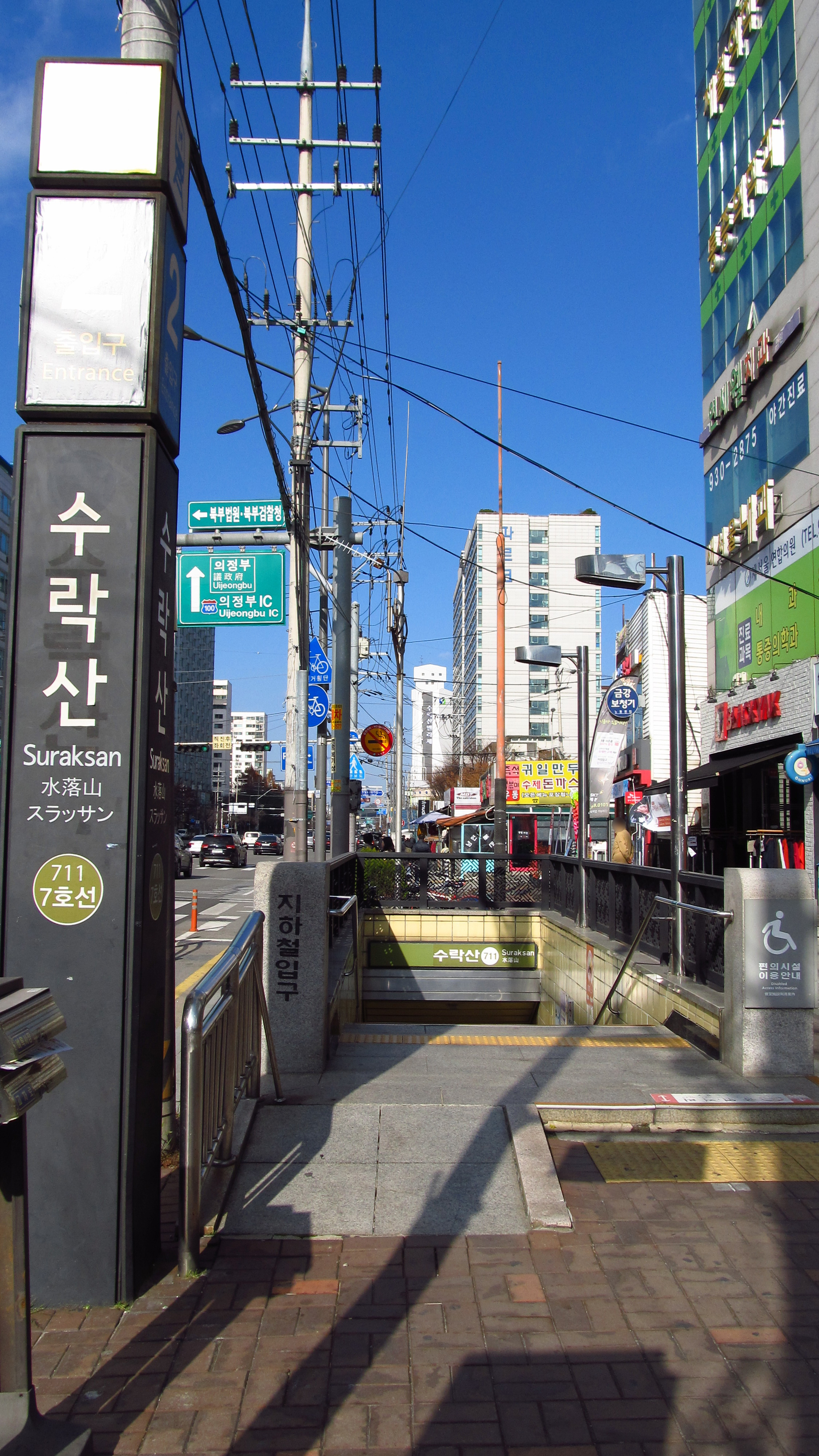
2번 출입구

## 인접한 역
| 서울 지하철 7호선    | 서울 지하철 7호선   | 서울 지하철 7호선            |
| -------------------- | ------------------- | ---------------------------- |
| 710 도봉산 장암 방면 | ● 서울 지하철 7호선 | 712 마들 석남(거북시장) 방면 |